# Athlia plebeja
Athlia plebeja är en skalbaggsart som beskrevs av Hermann Burmeister 1855. Athlia plebeja ingår i släktet Athlia och familjen Melolonthidae. Inga underarter finns listade.